# Друцкий замок
Друцкий замок (бел. Друцкі замак) — замок, существовавший в XI - XVII столетиях на правом берегу реки Друть, на месте современного агрогородка Друцк. Был возведен в XI веке и просуществовал до середины XVII века.

## История

### Строительство и существование замка
Друцкий замок, древний оборонительный пункт кривичей, был основан в начале XI века на высоком холме у берега реки Друть. Строительство крепости началось в сложных условиях и продолжалось десятилетиями. Местные жители трудились неустанно: они перевозили глину, утрамбовывали её, разводили костры для обжига, укладывали древесные брёвна, затем покрывали их новым слоем глины, повторяя процесс снова и снова. Таким образом, создавался мощный оборонительный вал со сторожевой башней и двумя въездными башнями, который делал замок неприступным.
Валы были дополнены массивными деревянными стенами, возведёнными из дубовых брёвен и заполненными землёй. Стены включали в себя бойницы, что обеспечивало дополнительную защиту. В восточной части детинца, под самым высоким валом, располагался княжеский двор, а в центре находилась городская площадь.
Со временем население Друцка увеличивалось, и пространство детинца стало недостаточным. Был насыпан новый вал, который окружал соседнюю площадь, и таким образом сформировался окольный город. Здесь проживали князь, его дружина и бояре, а также простые горожане. Городская планировка обеспечивала комплексную систему обороны, включающую детинец и укрепления окольного города. Площадка замка, размерами 140 на 80 метров, находилась на высоте 20 метров и была ограждена мощным валом, который сохранился до сегодняшнего дня и достигает высоты около 10 метров. Перед валом располагался ров, заполненный водой, с глубиной в некоторых местах доходящей до 10–12 метров.

### Военная и политическая роль
В средневековый период Друцк играл значительную военно-политическую роль, являясь центром одноимённого княжества и крепостью, защищавшей юго-восточные границы Полоцкой земли. В 1180 году в летописях упоминается, что для осады Друцка собрались несколько князей, включая новгород-северского князя Игоря Святославича, героя «Слова о полку Игореве».
Друцк неоднократно упоминается в древнерусских источниках, включая «Поучения» Владимира Мономаха (1078 год) и летописи под 1092 годом. Исследования показывают, что территория Друцкой волости охватывала обширные земли, включая течение Бобра, Усвиж-Бук и Оболянки на юге и востоке, верховье Днепра, а также территорию до левого берега Березины.
После смерти Всеслава Полоцкого в 1101 году его сыновья поделили наследственные земли, и Борис Всеславич стал править в Друцке. Его потомки, известные как князья Борисовичи, сыграли важную роль в политической жизни региона. В 1102 году, согласно данным историка В. М. Татищева, князь Борис предпринял поход на ятвягов и основал город Борисов для укрепления западных рубежей своего княжества.

### Эпоха Великого княжества Литовского
С развитием Великого княжества Литовского часть князей Друцких перешла на службу Московскому княжеству, в то время как другие участвовали в конфликтах против королей и великих князей, включая Казимира IV. Знаковым мятежником был князь Михаил Глинский, целью которого было присоединение украинских и белорусских земель к Московскому княжеству. В 1508 году состоялась присяга друцких бояр на верность московскому князю, однако многие князья Друцкие оставались верными Великому княжеству Литовскому и сохраняли приверженность его наследникам.

### Археологическое наследие
Сегодня Друцкий замок представляет собой уникальный исторический памятник. Друцкое городище, находящееся вблизи трассы Минск-Москва и нескольких километров от города Толочин, действует как археологический музей под открытым небом. Бывший княжеский детинец возвышается над окружающей местностью, открывая туристам виды на извилистую реку Друть и окружающие леса.
В Друцке находился один из первых христианских храмов региона. Именно здесь жили князья, среди которых Борис Всеславич и будущая королева Софья Друцкая-Гольшанская. Княжеский род Друцких-Соколинских оставил значительный след в истории, являясь предками выдающихся деятелей, включая мать канцлера Великого княжества Литовского Льва Сапеги.

## Современность
К 1000-летию Друцка в 2001 году была восстановлена церковь Пресвятой Богородицы, освященная архиепископом Дмитрием. Друцк и сегодня остаётся символом неразрывной связи поколений, а жители Друцко-Толочинской земли продолжают славные традиции своих предков.